# Ashby (BART)
Ashby is een metrostation in de Amerikaanse plaats Berkeley (Californië). Het station werd geopend op 29 januari 1973 als onderdeel van de Richmond-Fremont Line van BART. Sinds 19 april 1976 is er een rechtstreekse verbinding met het centrum van San Francisco via de Richmond-Millbrae Line.

## Ligging en inrichting
Het station is een semi-ondergronds station in het zuiden van Berkeley op de plaats waar in 1876 het voorstadstation Newbury werd geopend. De reizigersdiensten werden hier in 1958 beëindigd. Het metrostation werd tegen een glooiing gebouwd waardoor de oostkant geheel ondergronds ligt terwijl de westkant deels boven het terrein uitsteekt. De weg boven het station is tevens het dak van het station en in de westelijke wand zijn ramen aangebracht waardoor het daglicht binnenvalt. De hoofdingang ligt aan de lage, westelijke, kant aan het stationsplein op hetzelfde niveau als de verdeelhal, aan de hoge kant is er nog een kleine toegang bij de Ed Roberts Campus. Het perron zelf ligt in een kuip op een niveau onder de verdeelhal.

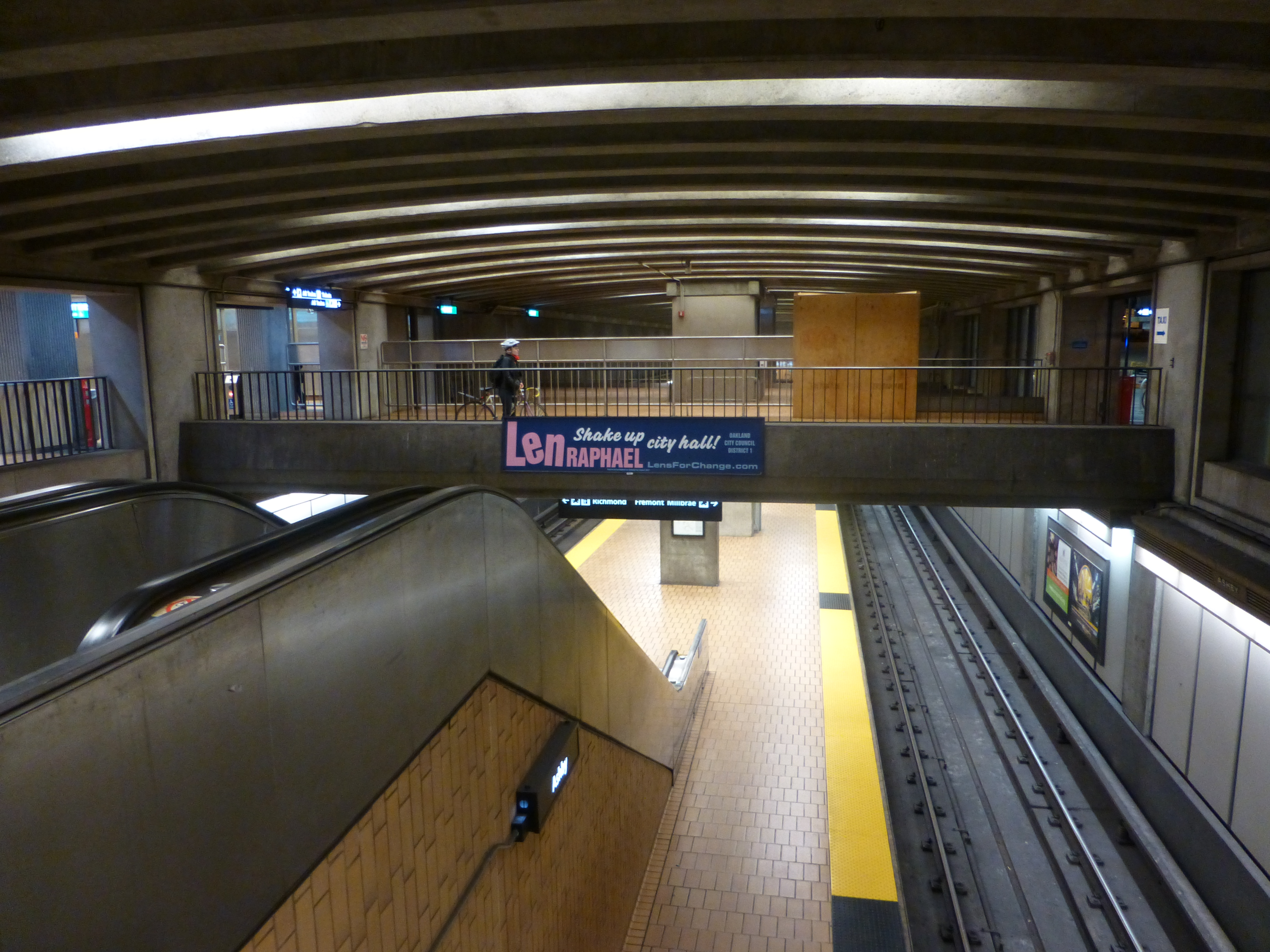
De verdeelhal
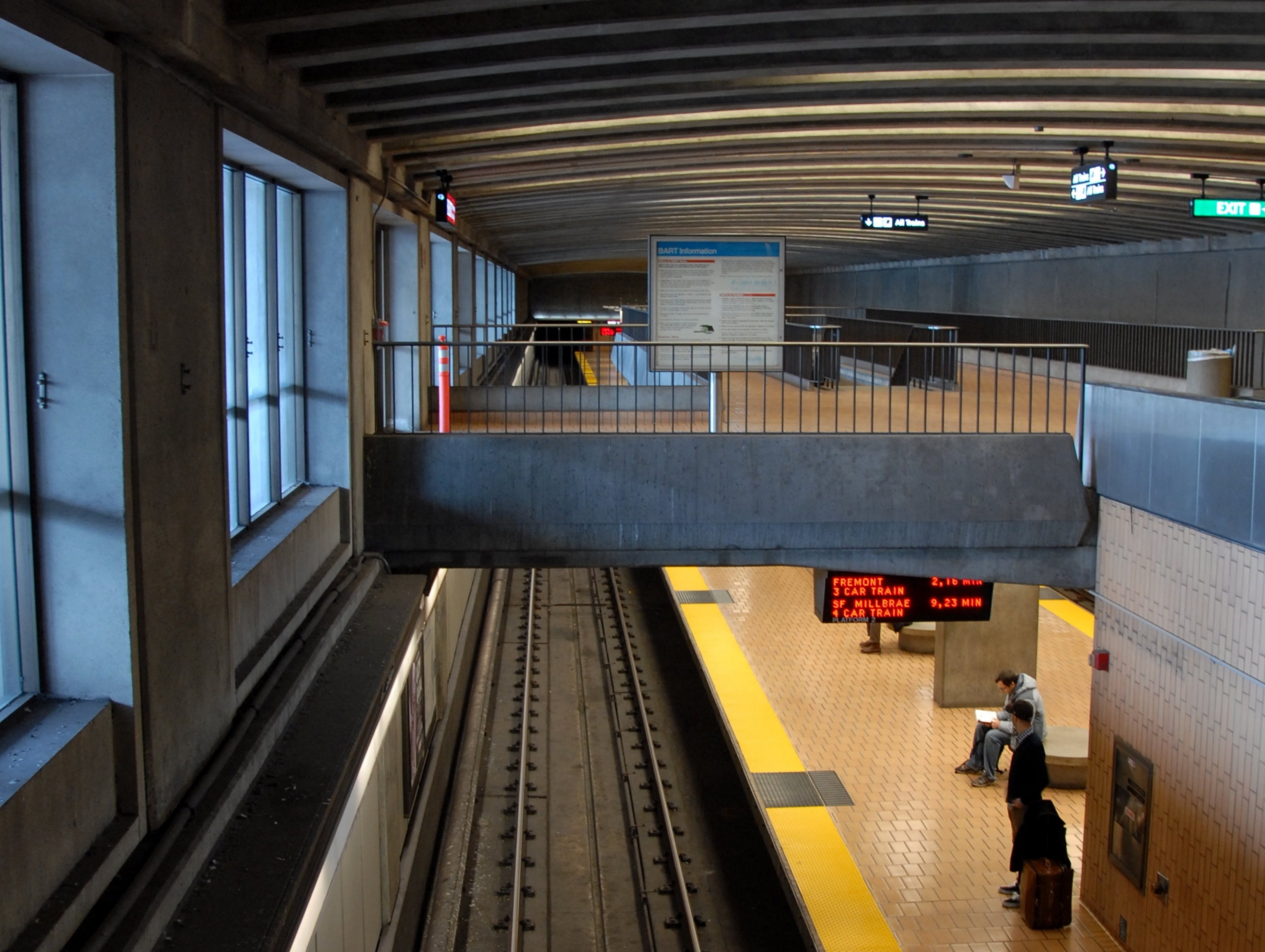
De ramen aan de westkant
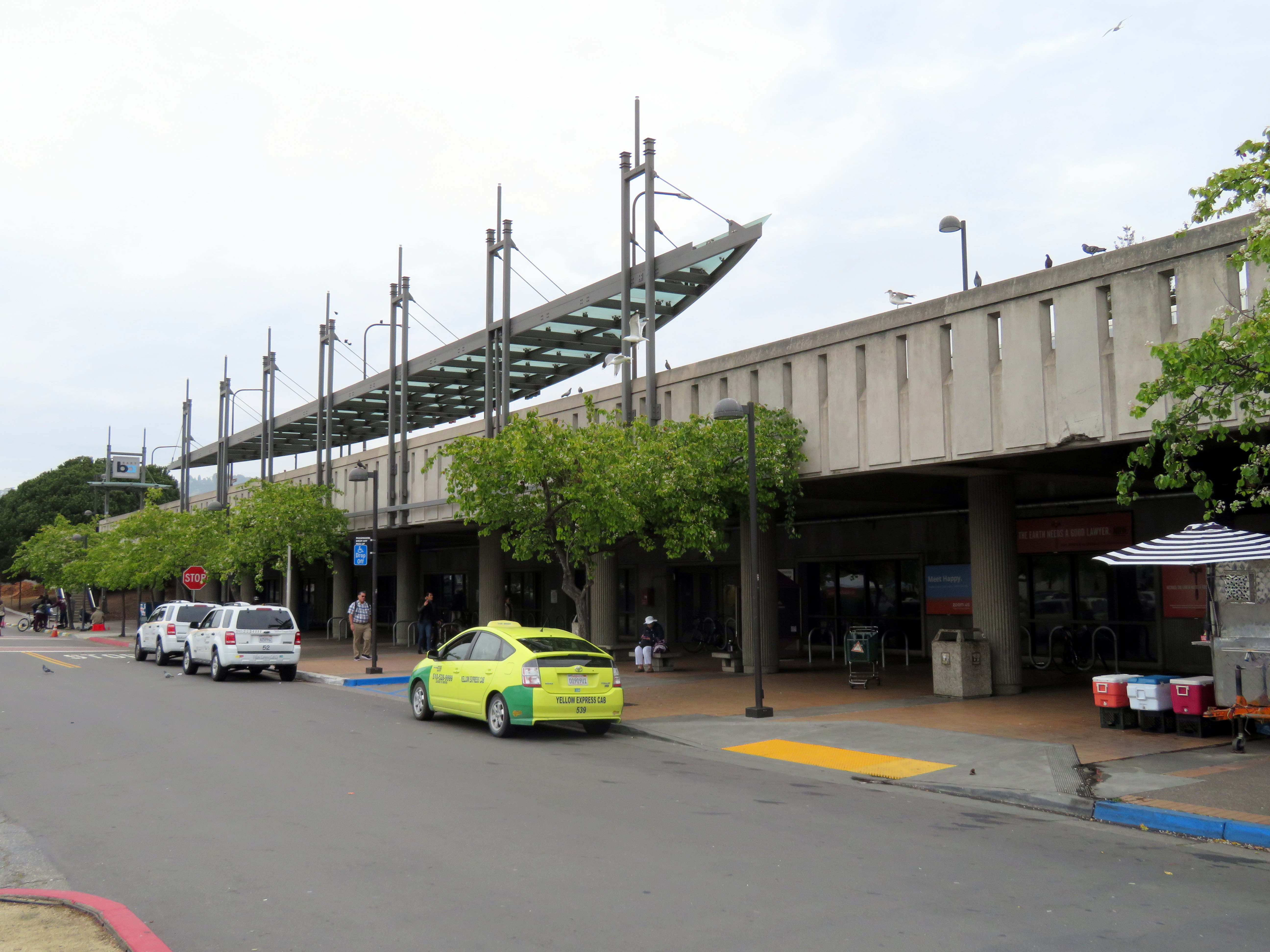
De ingang bij het stationsplein